# Trinambai
Trinambai ist ein Wort im Mooringer Dialekt der nordfriesischen Sprache und Gewinner im vom Nordfriisk Instituut veranstalteten Wettbewerb Dåt smukst nordfriisk uurd 2009 (friesisch für Das schönste nordfriesische Wort 2009). Das Wort bedeutet „rundherum“, steht aber auch für die „Umgegend“ beziehungsweise „Umgebung“. Es bezieht Menschen und Tiere, die dort leben, mit ein. Das Wort wurde von einer Jury aus der Arbeitsgruppe Sprache und Literatur aus über hundert Vorschlägen, darunter auch trinämbai (dasselbe Wort im Wiedingharder Friesisch), ausgewählt.

## Bedeutung
Dieser vielseitige und schwer übersetzbare Ausdruck inspirierte einen Stockholmer Verlag bei seiner Namensgebung: Trinambai. Er möchte damit den engen Bezug zur Gesellschaft zum Ausdruck bringen.